# Religionskunskap

Symboler för olika religioner

Religionskunskap, religion, är ett skolämne. 

## Sverige

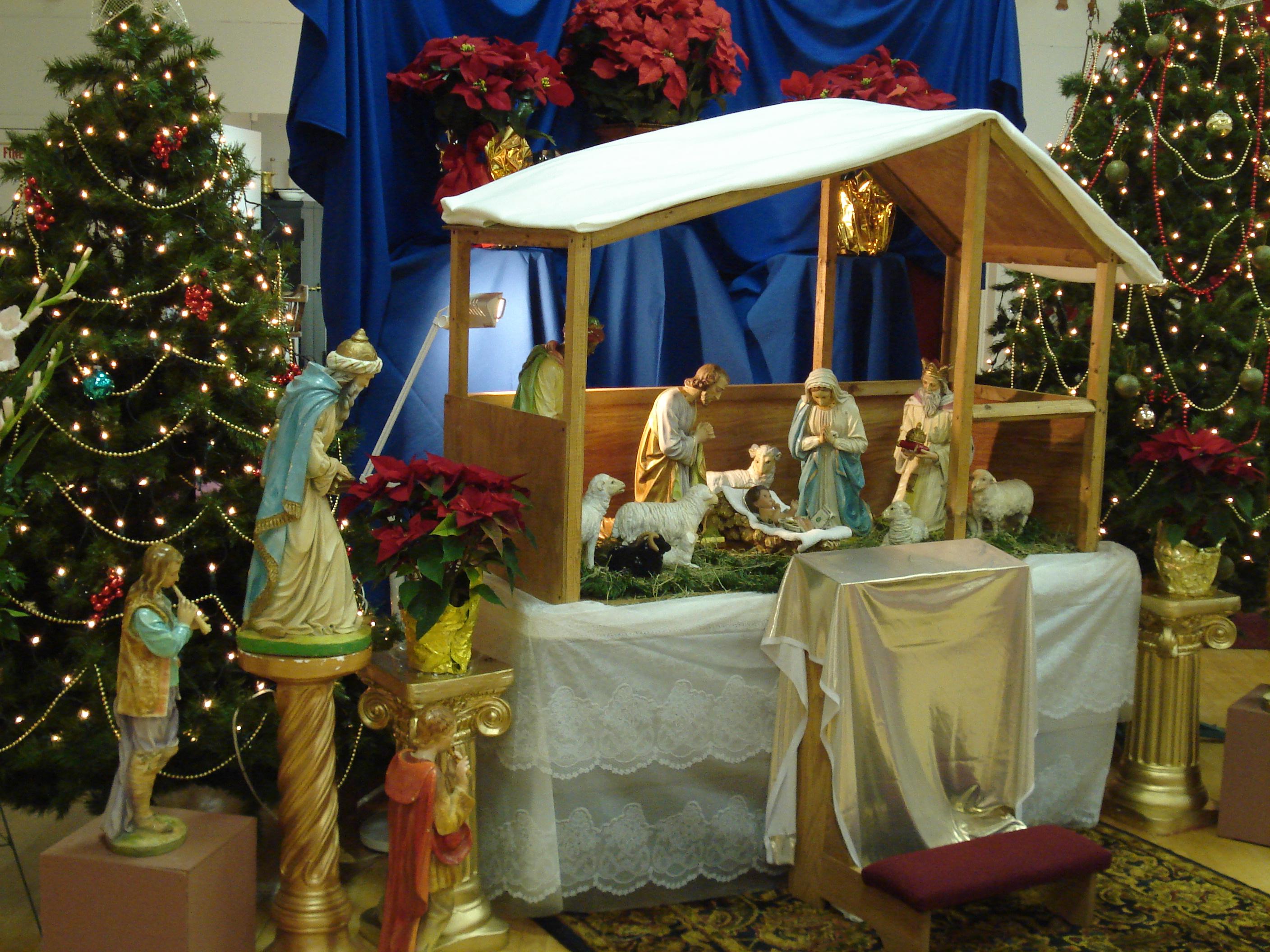
Jul. Svenska skolbarn får bland annat lära sig varför man firar diverse högtider med religiös anknytning.

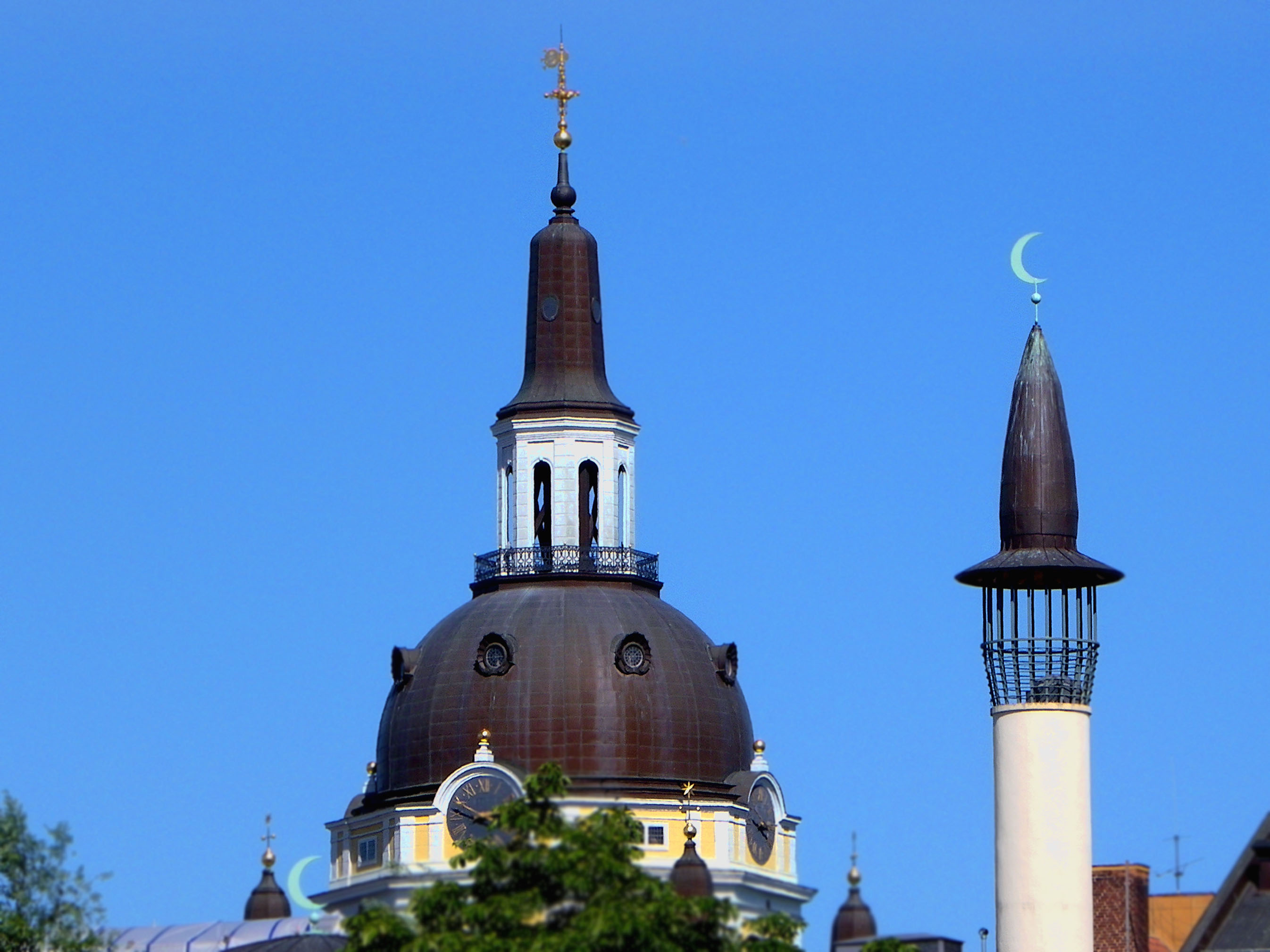
Ämnet behandlar de stora världsreligionerna.

Ämnet handlar i Sverige om olika religioner. Ämnet hette från 1919 till 1955 kristendom, och sedan fram till 1969 kristendomskunskap i folkskolan/grundskolan och handlade tidigare enbart om kristendomen, eller närmare bestämt evangelisk-luthersk kristendom, och fram till 1951 var lärarna tvungna att tillhöra Svenska kyrkan. 
Efterhand ändrades dock formen. 1919 togs katekesundervisningen bort i folkskolan, och undervisningen lade tonvikt vid Jesu etiska förkunnelse. Undervisningens evangeliskt konfessionella karaktär var dock orubbad. Först under 1960-talet började ämnet att ändras. Från 1965 års läroplan för gymnasieskolan och 1969 års läroplan för grundskolan fick ämnet namnet religionskunskap. Med den nya läroplanen 1980 stärktes religionskunskapens konfessionslösa karaktär ytterligare.
Oftast börjar man dock fortfarande med att läsa om kristendom, eftersom det i Sverige är den största religionen, har stark tradition och fortfarande är grund till de flesta av årets helgdagar. Undervisningen om kristendom är starkt inriktad på Jesu liv och varför kristna firar olika högtider under året, medan undervisningen om andra religioner handlar mycket om hur religionen påverkar vardagslivet bland utövarna och i länderna de är starka. Det informeras också om ateism, och hur religion påverkar politik, till exempel då det blir religionskrig.
Tidigare kunde elev vars föräldrar hade annan trosuppfattning än Svenska kyrkan befrias från religionskunskap, vilket upphävdes 1997, då undervisningen ansågs blivit så pass religionsneutralt planerad att detta inte längre ansågs nödvändigt.

### Religionskunskapsundervisningen i gymnasieskolan
Religionskunskap A är en kurs och ett kärnämne i den svenska gymnasieskolan, vilket innebär att alla elever oavsett gymnasieprogram läser kursen. Den omfattar 50 poäng.
Målen med kursen är att eleven ska efter avslutad kurs känna till kristendomens och de andra religionernas grundläggande uttrycksformer, tro och idéer. Eleven ska även förstå hur religioner påverkar människors sätt att handla och tänka. Vidare ska eleven kunna vid problemsituationer i vardags- och yrkesliv relatera till religionernas uttrycksformer, tro och idéer. Även att samtala om problemsituationer ur ett etisk och moralisk utgångspunkt som uppkommer i vardags- och yrkeslivet. Eleven ska även kunna ta ställning till sådant som befrämjar eller som strider mot grundläggande värden i samhället, samt kunna identifiera dessa. Att reflektera över andra människors olika sätt att tänka om liv, tro och etik står också inskrivet i kursplanen och även detta ska eleven kunna, samt förstå hur ens egna värderingar påverkar en och ens omgivning.

## Finland
I Finland ordnas undervisning i egen religion för eleverna. Finland har läroplaner för sammanlagt 11 olika religioner. Undervisningen är konfessionslös och akademisk. Utbildningsstyrelsen har fastställt grunder för undervisning i livsåskådningskunskap samt för undervisning i följande religioner:
- Evangelisk-lutherska religionen
- Ortodoxa religionen
- Adventismen
- Bahai-religionen
- Buddhismen
- Pingstkyrkan
- Herran kansa ry:s religion
- Islam
- Judendomen
- Katolicismen
- Krishna-rörelsen
- Kristensamfundets religion
- Jesu Kristi Kyrka av Sista Dagars Heliga
- Missionskyrkan i Finland

I alla lärokurserna behandlas förutom den egna religionen även mänskliga rättigheter och världsreligionerna. Dialog mellan religionsgrupperna och gemensamma projekt hör också till. Läroböcker finns på svenska tillsvidare i ortodox religion och i islam, samt i evangelisk luthersk religion och livsåskådning. Utbildningsanordnaren är skyldig att anordna religionsundervisning enligt det i Finland registrerade religionssamfund till vilket majoriteten av eleverna hör. Även elever som hör till andra religionssamfund eller elever som inte hör till något religionssamfund kan på vårdnadshavarens begäran delta i undervisningen. Religionssamfund är den evangelisk-lutherska kyrkan, det ortodoxa kyrkosamfundet samt de religionssamfund som är registrerade i Finland samt vissa religionsföreningar som har jämställts med religionssamfund (övergångsbestämmelsen i lagen om ändring av 13 § i lagen om grundläggande utbildning (454/2003) och kulturutskottets utlåtande 14/2002 rd).
Utbildningsanordnaren har skyldighet att på nedan beskrivna sätt ge undervisning även i andra religioner eller i livsåskådningskunskap, om minst tre elever deltar i undervisningen. I praktiken är det vanligen så att majoriteten av utbildningsanordnarens elever hör till den evangelisk-lutherska kyrkan, varvid regeln om tre elever i fråga om religionsundervisningen tillämpas på elever som hör till det ortodoxa kyrkosamfundet och i fråga om undervisningen i livsåskådningskunskap på elever som inte hör till något religionssamfund. I enlighet med detta ordnas för minst tre ortodoxa elever som inte deltar i undervisningen i majoritetens religion ortodox religionsundervisning och för tre elever som inte hör till något religionssamfund undervisning i livsåskådningskunskap.
För elever som hör till ett annat i Finland registrerat religionssamfund än den evangelisk- lutherska kyrkan eller det ortodoxa kyrkosamfundet och som inte deltar i majoritetens religionsundervisning ska undervisning ordnas i deras egen religion om vårdnadshavaren begär detta och regeln om minst tre elever uppfylls. Eleverna ska vara medlemmar i religionssamfundet i fråga eller så ska religionsundervisningen på basis av den fostran som eleven erhållit och elevens kulturella bakgrund uppenbarligen motsvara elevens religiösa åskådning (13 § 6 mom. i lagen om grundläggande utbildning). Skolan kan vid behov begära att elevens vårdnadshavare ger en tillförlitlig utredning av medlemskapet i religionssamfundet eller av att elevens fostran och kulturella bakgrund motsvarar den religion i vilken undervisning ges.
En elev som hör till ett religionssamfund och för vilken inte ordnas undervisning i den egna religionen och som inte heller deltar i majoritetens religionsundervisning ska undervisas i livsåskådningskunskap på vårdnadshavarens begäran.
I annan grundläggande utbildning än sådan som ordnas för läropliktiga ska för en elev som har fyllt 18 år meddelas undervisning i religion eller livsåskådningskunskap i enlighet med elevens val.
När minimiantalet om tre elever beräknas beaktas utbildningsanordnarens samtliga grundskolor och eleverna i dem. Antalet elever per utbildningsanordnare granskas separat för finskspråkig och svenskspråkig utbildning. När minimiantalet elever beräknas beaktas i fråga om andra religioner än den evangelisk-lutherska och den ortodoxa religionen inte de elever vars vårdnadshavare inte har begärt att undervisning ska ordnas. Man beaktar inte heller antalet elever som inte hör till något i Finland registrerat religionssamfund då utbildningsanordnarens skyldighet att inleda undervisning i en ny religion eller fortsätta ordna undervisning i någon religion granskas. Elever som hör till ett religionssamfund vars religion det inte ordnas undervisning i och som söker till undervisning i livsåskådningskunskap räknas med i minimiantalet elever som förpliktigar till att ordna undervisning i livsåskådningskunskap.

### Åland
Religionskunskap i Ålands grundskolor behandlar den religion vars religionssamfund majoriteten av eleverna i landskapet tillhör, det vill säga den evangelisk-lutherska kyrkan. De elever som inte är medlemmar i detta samfund deltar i stället i undervisning i livsåskådningskunskap, eller motsvarande undervisning som elevens vårdnadshavare anordnar.
Före lagändringen 2008 deltog alla elever i undervisningen i religionskunskap, utom de som ansökt om och beviljats undervisning i livsåskådningskunskap eller motsvarande undervisning.